# Новоисетское
Новоисетское (ранее Исаков Ключ, Малая Грязнуха (до 1985 года)) — село в Каменском районе Свердловской области России. Входит в Каменский муниципальный округ. Ранее было центром Новоисетского сельсовета Каменского района.

## География

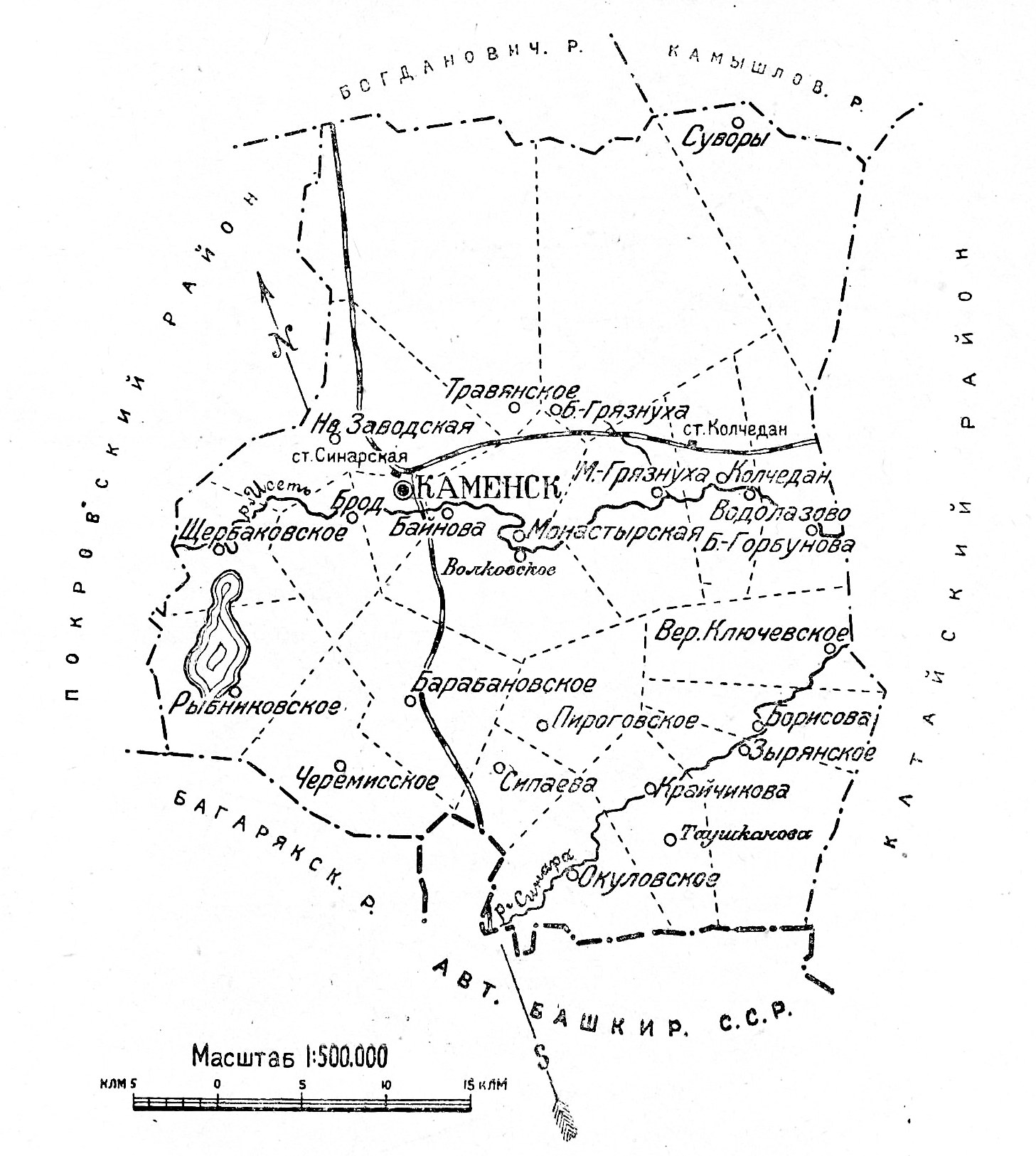
Новоисетское (Малая Грязнуха) на схеме Каменского района, 1928 год

Новоисетское расположено на левом берегу реки Исети. По восточной границе села протекает река Грязнуха — левый приток Исети. Вдоль северной окраины села проходит автодорога Екатеринбург — Каменск-Уральский — Курган. Расстояние до Каменска-Уральского по трассе составляет 16 километров, а по прямой — 15 километров; до Екатеринбурга — 115 километров. На противоположном берегу Исети расположена деревня Черноскутова, а на небольшом отдалении к северо-востоку от Новоисетского — деревня Боёвка. Чуть менее чем в трёх километрах по трассе в курганском направлении расположено соседнее село Колчедан.

## История
Первоначальное название деревни произошло от реки Грязнуха (Грязнушка), которая в этом месте отличается топкими, грязными берегами из-за большого количества ключей, бьющих из-под земли. Первое народное название населенного пункта - Исаков Ключ. 
Деревня впервые упомянута на ландшафтной карте 1734 года, Афанасия Кичигина. Жители деревни участвовали в восстании 1762 года, в 1774 году в Пугачёвском восстании и в 1842 году «картофельном бунте». Деревня входила в Колчеданскую волость и была "приписана навечно" к Каменскому заводу. В 1890 году открыта земская школа.
По данным 2 ревизии (1744-1747 гг.)  в 1747 году все проживающие в деревне Грязнуха  - государственные крестьяне и отставные драгуны, русские. Их фамилии: Черноскутов, Емельянов, Кырчиков, Артемов, Тагильцев, Пермяков, Колотилов, Пологов, Окорзин, Рогозин, Тушков, Хомутов, Галеев.
По данным 8 ревизии (1833-1835 гг.) в апреле 1834 года все проживающие в деревне Малая Грязнуха (Грязнуха)  - государственные крестьяне, русские. Их фамилии: Черноскутов, Кырчиков, Артемов, Тагильцев, Пермяков, Колотилов, Пологов, Рогозин, Тушков, Бердников, Курилов, Панкратов, Усов, Попов, Гавин (Гавинов), Овчинников, Коновалов, Бурлев, Бабушкин, Подкин, Терентьев, Лукоянов, Степанов. 
В начале XX века население деревни состояло из бывших государственных крестьян, русских. Главным их занятием было земледелие.
В 1904 году на горе была построена Малогрязнухинская начальная школа. Небольшое одноэтажное деревянное здание не сохранилось, но место, где находилась школа, до сих пор называют Школьным угором.
В июле 1918 года была установлена белогвардейская власть. В июле 1919 года установлена советская власть. 
В 1919-1920 годах деревня Малая Грязнуха входила в Малогрязнухинское земельное общество Колчеданского волисполкома Камышловского уезда Екатеринбургской губернии, в 1920-1922 годах - Каменского уезда Екатеринбургской губернии.
В 1923-1930 годах Малая Грязнуха входила в Малогрязнухинский сельский Совет Каменского района Исетского (с 1926 года - Шадринского) округа Уральской области.  В 1930-1934 годах - в Малогрязнухинский сельсовет Каменского района Уральской области. С началом коллективизации в Малой Грязнухе в 1928-1929 годах организованы коммуны, основан колхоз «Красный пахарь». 
В 1934 году после разделения Уральской области Малогрязнухинский сельский Совет вошел в составе Каменского района в Челябинскую область. В 1942 году деревня Малая Грязнуха в составе Каменского района вошла в состав Свердловской области.
В первые месяцы Великой Отечественной войны 1941-1945 годов на фронт было призвано 259 жителей деревни (из них 9 женщин), 166 человек погибли, вернулись 93 призывника. 
В начале войны в деревне в простом деревянном доме на нынешней улице Кирова был открыт первый детский сад, который посещало 30 детей из деревень Малая Грязнуха и Боёвка. Первой заведующей была Матрёна Филипповна Овчинникова.
Во время Великой Отечественной войны в деревне располагался лагерь военнопленных немцев, их привлекали к полевым работам. 
В 1942-1959 годах Малая Грязнуха входила в Малогрязнухинский сельский Совет Каменского района Свердловской области.
В 1958 году на базе Колчеданской машинно-тракторной станции, существовавшей с 1932 года, был образован совхоз "Колчеданский", который стал крупнейшим на территории Каменского района хозяйством. В него входило 7 отделений, в том числе отделение № 3 - Мало-Грязнухинское.
В 1959 году Каменский район был упразднен, Малогрязнухинский сельский Совет передан в состав Красногорского райисполкома Каменск-Уральского гоисполкома. 3 мая 1962 года Малогрязнухинский сельский Совет перешел в подчинение Покровского района Свердловской области. 1 февраля 1963 года Покровский район был упразднён, а его территория передана в состав Белоярского сельского района, в том числе Малогрязнухинский сельский Совет.
В 1963 году в Малой Грязнухе было построено типовое здание детского сада, рассчитанное на 50 мест. Заведующей до 1969 года была Александра Ивановна Дубровина, выпускница Катайского педагогического училища, под руководством которой детский сад был оборудован и укомплектован кадрами.
Указом Президиума Верховного Совета РСФСР от 13 января 1965 года на территории Свердловской области вновь образован Каменский район. В подчинение исполнительного комитета Каменского районного Совета было передано 19 сельских советов Белоярского райисполкома,  в том числе и исполнительный комитет Малогрязнухинского сельского Совета. На территории сельсовета тогда  находились следующие населенные пункты - д. Малая Грязнуха, д. Черноскутова, Черноскутовский песчаный карьер (в 1971 году был переименован в пос. Песчаный, в 1982 году исключен из учетных данных), д. Боевка.
В результате правительственной аграрной политики в 1967 году происходило разукрупнение совхозов, созданных в 1957-1958 годах. Таким образом, на территории совхоза  "Колчеданский" образовалось 3 совхоза: "Колчеданский", "Исетский" и "Пироговский". 9 апреля 1968 года на территории деревень Малая Грязнуха и Монастырка на базе местных отделений совхоза  "Колчеданский" был образован совхоз "Исетский". Директором был назначен Александр Андреевич Петерсон. С 1978 г. - совхоз имени XXV съезда КПСС.
Основной отраслью совхоза "Исетский" было овощеводство. Главная цель совхоза - обеспечивать овощами город Каменск-Уральский и северные города Свердловской области. в 1968 году овощи возделывались на 115 га, урожайность составляла в среднем 194 центнера с гектара. В 1971 году была создана новая оросительная система на 359 га. В 1973 году началось строительство пленочных теплиц. Специалисты совхоза разрабатывали новую агротехнику, старая годилась только для парников. Параллельно с овощеводством развивалось животноводство, в том числе племенное, молочные коровы давали более 5000 литров молока в год,  
В 1974 году в совхозе "Исетский" была введена цеховая структура управления, что способствовало углублению внутрихозяйственного расчета, а внедрение чековой системы расчетов оказалось наиболее эффективным средством контроля за расходованием средств.
Совхоз постепенно превратился в прибыльное хозяйство, в 1977 году в "Исетском" производилось валовой сельскохозяйственной продукции на 2 млн. 809 тыс. рублей. Внедрение прогрессивных приемов и методов труда, современной технологии позволило намного повысить производительность труда, значительно возросла заработная плата, а фонд экономического стимулирования увеличился более чем в 8 раз. В "Исетском" широко использовался опыт передовиков и новаторов производства, совершенствовалось управление хозяйством, специалисты совхоза постоянно повышали свою квалификацию.
Согласно генеральному плану в совхозе построили тепличный комбинат на 4 га, молочный комплекс на 800 голов, магистральный водовод протяженностью 17 км.
Совхоз развивал не только сельскохозяйственную отрасль производства, но и способствовал улучшению жизни сельского населения. Строительство центральной усадьбы совхоза  "Исетский" велось в соответствии с Постановлением Совета министров РСФСР от 8 сентября 1976 года "Об организации новых совхозов на мелиорированной зоне РСФСР". В 1970-1980-е годы было построено: 7245 кв. м. жилья, детский комбинат "Василек" на 125 мест (построен в 1972-1973 годах, открыт в декабре 1973 года), средняя школа на 625 мест (открыта в 1977 году), Дом культуры на 300 мест (открыт 7 ноября 1981 года), фельдшерско-акушерский пункт, газовая котельная, баня, новое здание правления совхоза. Помимо благоустроенных многоквартирных домов были построены коттеджи. Темпы строительства постоянно росли.
19 ноября 1984 года Свердловским облисполкомом было принято решение № 409: просить Президиум Верховного Совета РСФСР переименовать населенный пункт село Малая Грязнуха Малогрязнухинского сельсовета - в село Новоисетское. 8 июля 1985 года Указом Президиума Верховного Совета РСФСР село Малая Грязнуха переименовано в Новоисетское.     
29 июля 1985 года решением Свердловского облисполкома № 250 Малогрязнухинский сельский Совет был переименован в Новоисетский сельский Совет.  В структуру исполкома Новоисетского сельсовета входили: председатель исполкома, секретарь, бухгалтерия. На бюджете сельсовета состояли: исполком, Дом культуры, библиотека, 2 фельдшерских пункта. На территории сельского Совета также были размещены: совхоз имени XXV съезда КПСС, средняя школа, комплексный приемный пункт. 
В 1988 году в совхозе имени XXV съезда КПСС овощами было занято уже 620 га, урожайность поднялась до 400 центнеров.
В 1992 году состоялся пуск нового животноводческого комплекса на 460 голов крупного рогатого скота.
В 1993 году сельские Советы были упразднены, образована Новоисетская сельская администрация Каменского района Свердловской области.
В 1990-е годы совхоз перешел в частную собственность, с 1997 года - в форме сельскохозяйственного производственного кооператива "Исетский" (СПК "Исетский"), просуществовавшего до 2008 года. С 2004 года - в форме ООО "Сельскохозяйственное предприятие "Исетское" (ООО "СХП "Исетское"), где происходило ежегодное снижение производства сельскохозяйственной продукции, уменьшалось количество рабочих мест.  С 2016 года ООО "СХП "Исетское" находится в процессе банкротства. Большая часть трудоспособного населения работает за пределами населенного пункта.
В настоящее время село Новоисетское является центральной усадьбой Новоисетской сельской администрации, объединившей в себе еще два населенных пункта: деревня Черноскутова и деревня Боевка.

## Население
| 1926 | 2002  | 2010  | 2021  |
| ---- | ----- | ----- | ----- |
| 1272 | ↗1864 | ↘1687 | ↘1573 |

Структура
По данным 2 ревизии (1744-1747 гг.) в 1747 году в деревне Грязнуха проживало 55 человек мужского пола (переписывались только мужчины).
По данным 8 ревизии (1833-1835 гг.) в апреле 1834 года в деревне Малая Грязнуха (Грязнуха) Колчеданской волости Камышловского уезда Пермской губернии было 102 двора с населением 833 человека (408 - мужского пола, 425 - женского).
По данным 1904 года в деревне Малая Грязнуха Колчеданской волости Камышловского уезда Пермской губернии было 182 двора с населением 998 человек (мужчин — 498, женщин — 500), все русские.  179 дворов были дворами крестьян, приписанных к Мало - Грязнухинскому сельскому обществу и занимавшихся земледелием, 3 двора принадлежали разночинцам, не приписанных к сельскому обществу.
- По данным переписи 1926 года, в деревне Малой Грязнухе было 264 двора с населением 1272 человек (мужчин — 592, женщин — 680), все русские[12].
- По данным переписи 2002 года, русские составляли 91 % от общего числа сельчан[31].
- По данным переписи населения 2010 года, в селе было 772 мужчины и 915 женщин[32].

## Инфраструктура
В селе Новоисетское есть детский сад (в 1973-1999 годах - "Василек"), построенный совхозом "Исетский" и ПМК-207, открытый в декабре 1973 года (первой заведующей была Римма Петровна Журавлева). Детский сад неоднократно награжден грамотами за победу в конкурсах районного и областного уровней. До сентября 1994 года принадлежал совхозу, затем переведен в Новоисетскую сельскую администрацию, а с 1 сентября 1999 года перешел в подчинение Управления образования Администрации Каменского района и был переименован в Новоисетский детский сад.
Работает Новоисетская средняя общеобразовательная школа, открытая в 1977 году (первым директором была Лидия Петровна Каплюк).  В 2006 году школа победила в конкурсе инновационных школ в рамках национального проекта "Образование". На 2007 год в ней обучались 254 ученика. 
С 1981 года работает Дом культуры. В 1985 году начала работать музыкальная школа. В 1989 году под руководством Ирины Ивановны Симановой созданы театральные коллективы: детская студия "Шарманка" и взрослый коллектив "Провинциальные игры". В 1990-е годы появилась Новоисетская музыкальная группа "Синтаксис", которой руководит Сергей Симанов, группа стала постоянной участницей фестиваля бардовской песни "Зеленая карета", неоднократно становилась лауреатом различных конкурсов. В настоящее время в Доме культуры работают 9 творческих коллективов, сельская библиотека, отделение Колчеданской школы искусств.
В 2007 году в селе Новоисетское открыта врачебная амбулатория общей врачебной практики с аптечным киоском.
На территории есть почтовое отделение, развита торговая сеть.
В 1981-2021 годах существовал подвесной пешеходный мост через Исеть, связывавший село Новоисетское с деревней Черноскутова. В 2020-2021 годах был построен новый железобетонный мост, открытие которого состоялось в августе 2021 года.
| Список улиц | Список улиц | Список улиц        |
| #           | Тип         | Название           |
| ----------- | ----------- | ------------------ |
| 1           | улица       | Берёзовая          |
| 2           | улица       | Калинина           |
| 3           | улица       | Кирова             |
| 4           | улица       | Ленина             |
| 5           | улица       | Мира               |
| 6           | улица       | Набережная         |
| 7           | улица       | Партизанская       |
| 8           | улица       | Промышленная       |
| 9           | улица       | Садовая            |
| 10          | улица       | Советская          |
| 11          | улица       | Чапаева            |
| 12          | переулок    | Земляничный        |
| 13          | переулок    | Солнечный          |
| 14          | территория  | санаторий Исетское |

### Транспорт
Пять раз по будням и два раза по выходным через село проходит пригородный автобус по маршруту № 101 (Каменск-Уральский — Колчедан).

## Достопримечательности
Обелиск
В 1982 году установлен обелиск воинам, погибшим в Великой Отечественной войне 1941—1945. Обелиск выполнен из серого бетона, увенчан звездой. На фронтальной части размещена памятная плита со 161 увековеченным именем. Обелиск установлен на бетонной возвышенности. Ограждён декоративной изгородью в виде провисших цепей.